# The Merciless
The Merciless è il terzo album in studio del gruppo black metal norvegese Aura Noir, pubblicato nel 2004.

## Tracce
1. Upon the Dark Throne (featuring Fenriz) – 3:42
2. Condor – 4:05
3. Black Metal Jaw – 2:36
4. Hell's Fire – 3:40
5. Black Deluge Night – 3:25
6. Funeral Thrash (featuring Nattefrost) – 3:22
7. Sordid – 3:24
8. Merciless – 3:24

## Formazione
- Aggressor (Carl-Michael Eide) - chitarre, basso, batteria, voce
- Apollyon (Ole Jørgen Moe) - chitarre, basso, batteria, voce
- Blasphemer (Rune Erickson) - chitarre